# 天体の音楽

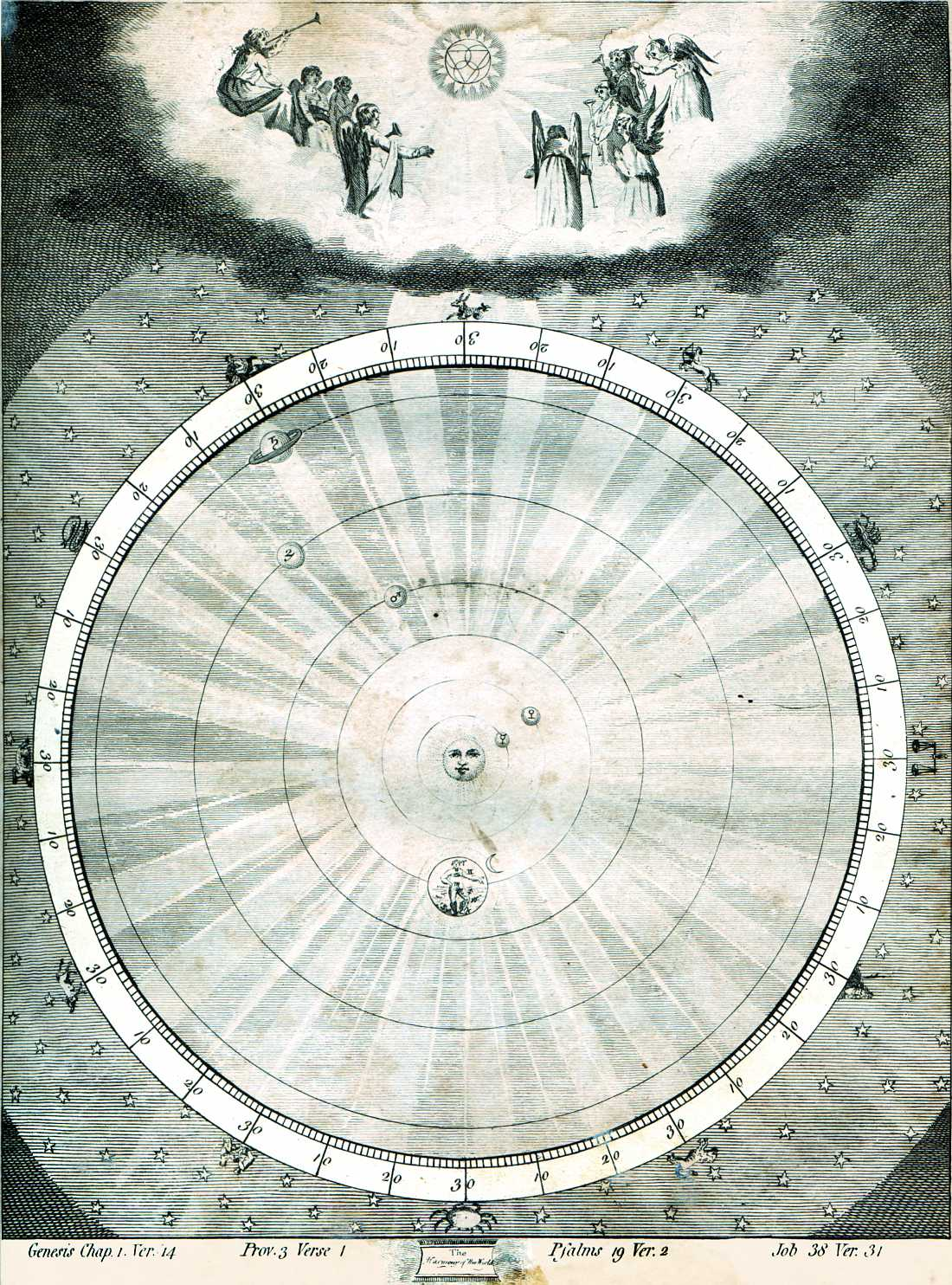
古代ギリシアの音楽理論では、音楽の調和（ハルモニア）は宇宙の調和と同じと考えられていた。

『天体の音楽』（てんたいのおんがく、ドイツ語: Sphärenklänge）作品235は、ヨーゼフ・シュトラウスが作曲したウィンナ・ワルツ。作曲者の最も代表的なワルツ作品であり、戦間期のドイツ映画『会議は踊る』のテーマ曲として使われたことでも知られる。

## 楽曲解説
紀元前6世紀のギリシャの哲学者ピタゴラスは、天体の運行が人間の耳には聞こえない音を発しており、宇宙全体が一つの大きなハーモニーを奏でていると考えた。「天球の音楽」などと呼ばれる思想である。この古代ギリシアの思想は、19世紀のロマン主義的な雰囲気に合っていたのか、当時ちょっとした流行のものになっていた。
1863年、ヨーゼフ・シュトラウスは兄のヨハン・シュトラウス2世から、ウィーン大学医学生らにより構成される「医学舞踏会」の音楽監督を引き継いだ。そして1868年にヨーゼフを再任した「医学舞踏会」の委員会は、流行の「天球の音楽」を舞踏会のテーマとすることを決定し、それにふさわしい音楽をヨーゼフに求めた。通常、慣習として献呈曲には主催者と関係のある曲名がつけられていたが、こうした理由でこのワルツには医学とは無関係な『天体の音楽』という曲名が与えられた。
1868年1月21日にゾフィエンザールにおいて初演された。この日、会場全体が星を散りばめた青色の絹布で飾りつけられていたという。一部から『天体の音楽』という曲名が祝祭にそぐわないとみなされたが、初演は大成功を収め、結果的にこの作品はヨーゼフの代表作となった。当時のオーストリアの新聞『フレムデン・ブラット』紙は、このワルツを次のように評している。
「人を涙させるほど感動的な詩」と言われ、のちに『春が目覚めた』という歌詞がつけられたが、このワルツには歌詞など無くても充分に感動的なため、歌われる機会はあまりない。
1931年のドイツ映画『会議は踊る』では、テーマ音楽として使われた。同映画にはヨーゼフの『わが人生は愛と喜び』（作品263）も登場しており、この2つのワルツは、同映画に劇中音楽として用いられたことによって広く知られるようになった。

## 構成
5つの小ワルツから構成される、典型的なウィンナ・ワルツの形式をとる。演奏時間は約8分30秒ほどである。

楽譜1
緩やかでやや暗い雰囲気の前奏がしばらく続き、ハープの演奏が加わる。静かな星空を思わせる上品な調べである。トランペットや金管楽器による華やかな楽句をへて静かに前奏を閉じると、優美な旋律の第1ワルツが始まる。この第1ワルツには合唱がつくことがある。（楽譜1）

楽譜2
次にやや地味な旋律が現れて、再び華やかなト長調のワルツがヴァイオリンの主導で始まる。（楽譜2）

楽譜3
第3ワルツに続いて、元気な旋律の第4ワルツが始まる。（楽譜3）
第4ワルツの後、トランペットによる歯切れのよいファンファーレを加えて第5ワルツに移る。ここでオーケストラは一段と音量を増して華麗さを発揮し、そして最初の旋律（楽譜1）の反復をもって曲を結びとする。